# Suzanne Szaszová
Suzanne Szaszová (nepřechýleně Suzanne Szasz; 20. října 1915 – 3. července 1997) byla americká fotografka dětí a rodinného života maďarského původu.

## Životopis

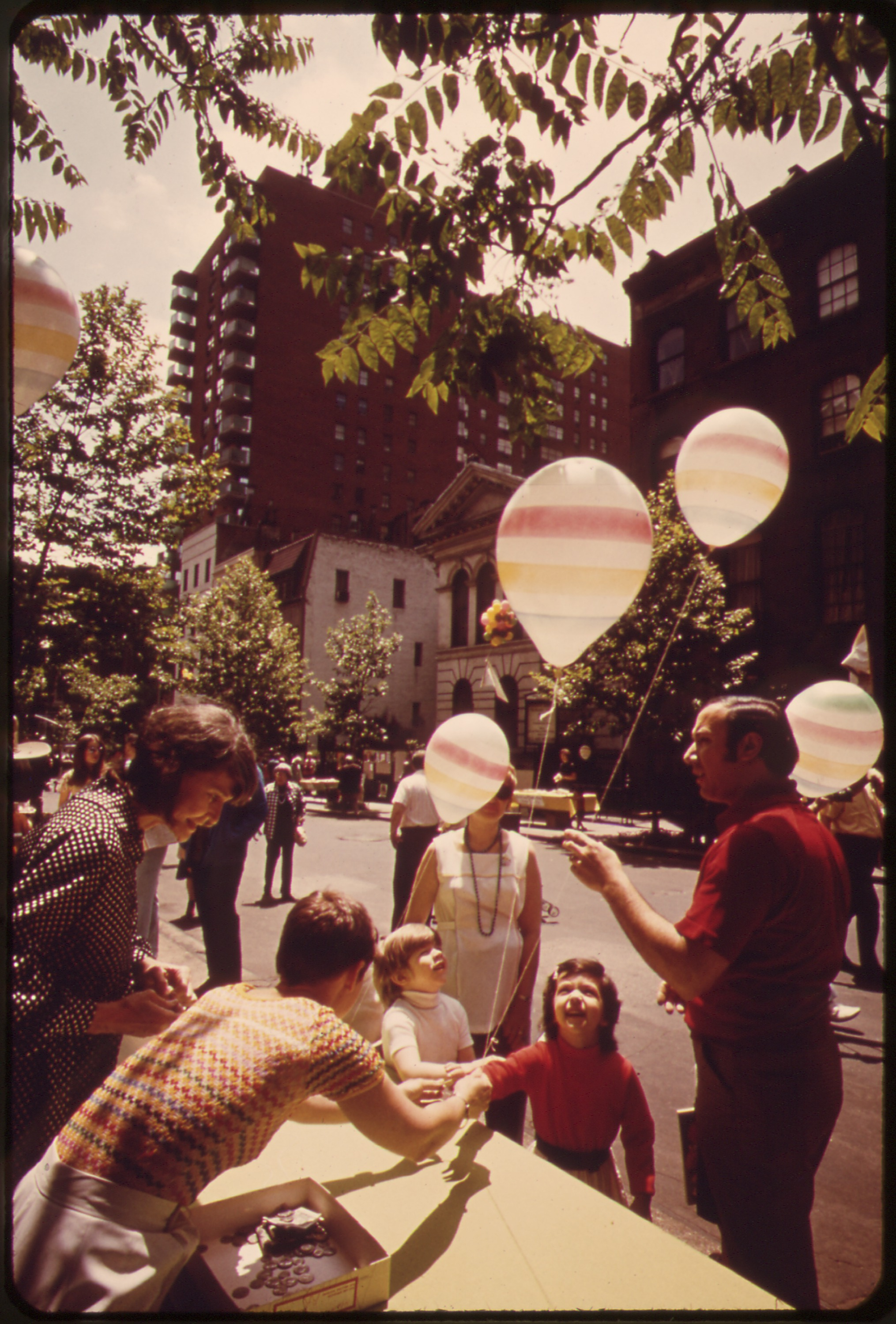
Suzanne Szaszová (červen 1973) Na Block Party na East 35th Street mezi Lexingtonem a Madison Avenue.

Narodila se jako Suzanne Szekelyová v roce 1915 v Budapešti rodičům Josepha (lékaře) a Marie (baronky) Szekelyových. V jedenatřiceti letech se Szaszová v roce 1946 přestěhovala do Spojených států.
V roce 1947 se rozvedla se svým prvním manželem Sandorem Szaszem, diplomatem, a ten rok pracovala v New Yorku jako poradkyně na dětském letním táboře. Szaszová začala fotografovat vypůjčeným fotoaparátem. Povzbuzena tím, že vyhrála soutěž na obálku časopisu Ladies' Home Journal, stala se fotografkou na volné noze a prodávala snímky společnostem Life, Look, Parents, Good Housekeeping, McCall's nebo Family Circle. Dohledání fotografií z tohoto období je vzácné, protože byla speciálně objednána. Vzácným příkladem je příběh, který vytvořila s minimálním vybavením a většinou dostupným světlem v průběhu osmi měsíců v roce 1952 pro časopis Women's Home Companion. Fotografovala na oddělení dětské obrny v nemocnici Willarda Parkera v New Yorku. Seriál se soustředí na šestiletou Eileen Dicheckovou. V rozhovoru pro článek v časopise Photography popisující její přístup k příběhu, říká:
Nejlépe se mi fotografuje, když jsou přítomni další lidé – tam, kde existuje vztah mezi dítětem a jinými dětmi nebo dospělými. Když mě dáš do pokoje samotného s dítětem, pak můžu fotit jen svůj vztah k dítěti. Mě ale zajímají skutečné vztahy, které děti mají s okolním světem, a ne to, jak se chovají před fotografickou kamerou.
Od 50. let fotografovala spolu s Rayem Schorrem v Pinewoods Camp v Long Pond v Plymouthu, Massachusetts, tradiční tanec a hudbu.
Autorčin snímek dívenky s vykulenýma očima v indické pokrývce hlavy byl vybrán Edwardem Steichenem do sekce „Kouzlo dětství“ světového turné výstavy Lidská rodina pro Muzeum moderního umění, kterou shlédlo 9 milionů návštěvníků. Poté se zúčastnila dalších čtyř mezinárodních skupinových výstav v Evropě a uspořádala řadu výstav v New Yorku.
V 60. a 70. letech Szaszová produkovala portréty umělců a hudebníků včetně Russella Oberlina, Leonarda Bernsteina, Roslyn Tureckové, Hilaire Hilerové, Sylvie Marloweové a Lee Hoibyho, kteří pracovali po boku jejího manžela Raye Schorra nebo se s ním podíleli.

## Hodnota psychologie Szaszováových obrazů
Dětští psychologové včetně Bruna Bettelheima a lékařů z Gesell Institute of Human Development v New Haven si všimli schopnosti Szaszové pracovat s dětmi a její ischopnost zdánlivě „zmizet“, když pořizuje jintimní reportážní snímky, hodnoty pro jejich práci a spolupracovali s ní. Pomáhala při další studii žen, které užívaly antikoncepční pilulku v Portoriku v roce 1962. Její práce ilustrovaly články Ma6rgaret Meadové, Elizabeth Taleporosové, Karla W. Deutsche a dalších.
Ačkoli sama nebyla rodičem, v kontextu poválečného „ baby-boomu “ se knihy Szaszové o výchově dětí a její představy ukázaly být populární mezi publikem úzkostných prvorodičů dychtivých po informacích a potvrzeních. Dr. Benjamin Spock, který napsal úvody ke dvěma jejím knihám, ji popsal jako „...citlivou studentku (dětských) citů...“

## Příspěvky k profesi
Szaszová byla zakládající a aktivní členkou American Society of Magazine Photographers jejímž prostřednictvím propagovala postavení žen v této profesi. Přispěla řadou textů o technice ve fotografii, zejména o využití dostupného světla, a její specialitě, zachycující děti a jejich rodiče přirozeným a nevtíravým způsobem. Jiné texty demonstrují její schopnost „číst“ a interpretovat řeč těla, gesta a další vizuální vodítka emocí.

## Osobní život
V Americe se 22. prosince 1956 si Szaszová vzala Raye Shorra, rovněž fotografa a zůstali spolu až do jeho smrti v roce 1994. V žádném z jejích manželství se nenarodily žádné děti. Szaszová zemřela 3. července 1997 ve své rodné Budapešti při návštěvě svých příbuzných.

## Knihy
- Prudden, Bonnie; SZASZOVÁ, SUZANNE. Fitness from six to twelve. 1st Ballantine Books. vyd. [s.l.]: Ballantine Books, 1987. ISBN 978-0-345-33302-5.
- Szaszová, Suzanne; TALEPOROS, ELIZABETH. Sisters, brothers, and others. 1st. vyd. [s.l.]: W.W. Norton, 1984. Dostupné online. ISBN 978-0-393-01810-3.
- Szaszová, Suzanne. The unspoken language of children. [s.l.]: Norton, 1980. ISBN 978-0-393-00989-7.
- Szaszová, Suzanne. The body language of children. 1st. vyd. [s.l.]: Norton, 1978. ISBN 978-0-393-01175-3.
- Suzanne Szasz. Modern wedding photography. [s.l.]: New York American Photographic, 1977. Dostupné online. ISBN 978-0-8174-2439-8.[25]
- Hayes, Dannielle B. Women photograph men. [s.l.]: Morrow, 1977. Dostupné online. ISBN 978-0-688-03214-2.
- Szaszová, Suzanne. Child photography simplified. [s.l.]: Amphoto, 1976. ISBN 978-0-8174-0190-0.
- Szaszová, Suzanne. How I photograph children. [s.l.]: Amphoto, 1966. Dostupné online.
- Szaszová, Suzanne; GALLICO, PAUL. The silent miaow: a manual for kittens, strays, and homeless cats. [s.l.]: Crown Publishers, 1964. Dostupné online. ISBN 978-0-517-50305-8.
- Szaszová, Suzanne; LYMAN, SUSAN ELIZABETH. Young folks' New York. [s.l.]: Crown Publishers, 1960. Dostupné online.
- Szaszová, Suzanne; KATZ, PHYLLIS B; WHOLBERG, MEG. The child care guide: and family adviser. [s.l.]: The Parents' Institute, Inc, 1960. Dostupné online.
- Appell, Clara. We are six: the story of a family. [s.l.]: Golden Press, 1959. Dostupné online.
- Szaszová, Suzanne. Guide to photographing children. [s.l.]: Greenberg, 1957. Dostupné online.
- Available light and your camera. Redakce Wright, George B.. [s.l.]: American Photographic Book Pub. Co, 1955. Dostupné online.
- Langstaff, N.; SZASZOVÁ, S. A tiny baby for you. [s.l.]: Harcourt, Brace. New York, 1955.
- Wolf, Anna W. M; SZASZOVÁ, SUZANNE. Helping your child's emotional growth. [s.l.]: Doubleday, 1954. Dostupné online.

## Články
- Anna W. M. Wolf & Suzanne Szaszová. 'David makes a friend'. In Woman's home companion. Srpen 1950
- Anna W. M. Wolf & Suzanne Szaszová. 'Let me have it'. In Woman's home companion, Září 1950
- Szaszová, Suzanne, 'How to Read Your Child's Body Language'. in Good Housekeeping ; New York Vol. 186, Iss. 6, (červen 1978): 80, 82, 84, 86.

## Texty
- Kreisel, Martha. American women photographers: a selected and annotated bibliography. [s.l.]: Greenwood Press, 1999. ISBN 978-0-313-30478-1. S. 268–269.

## Galerie

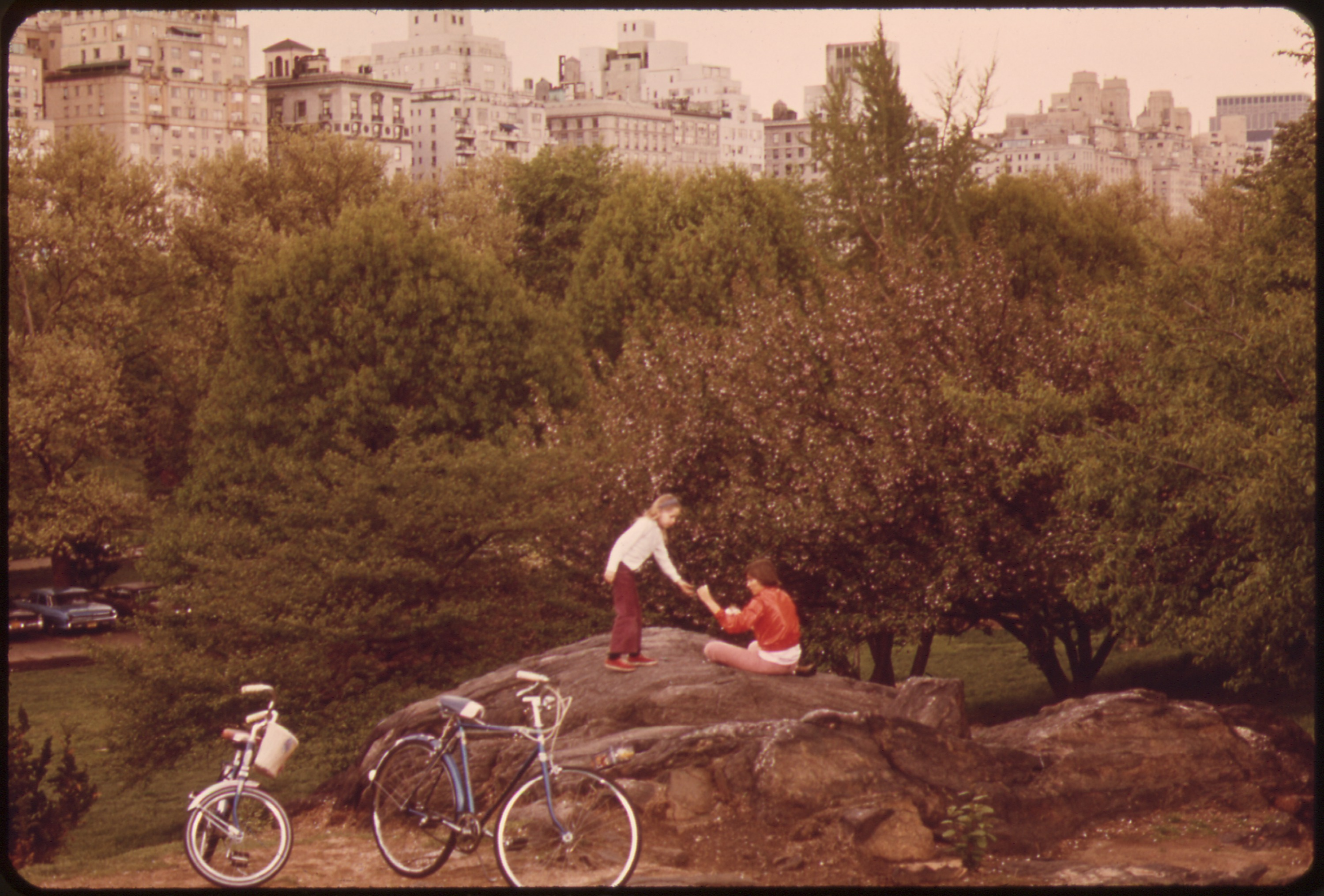
Cyklisté v Central parku, v neděli jsou jízdy parkem uzavřeny pro automobilový provoz
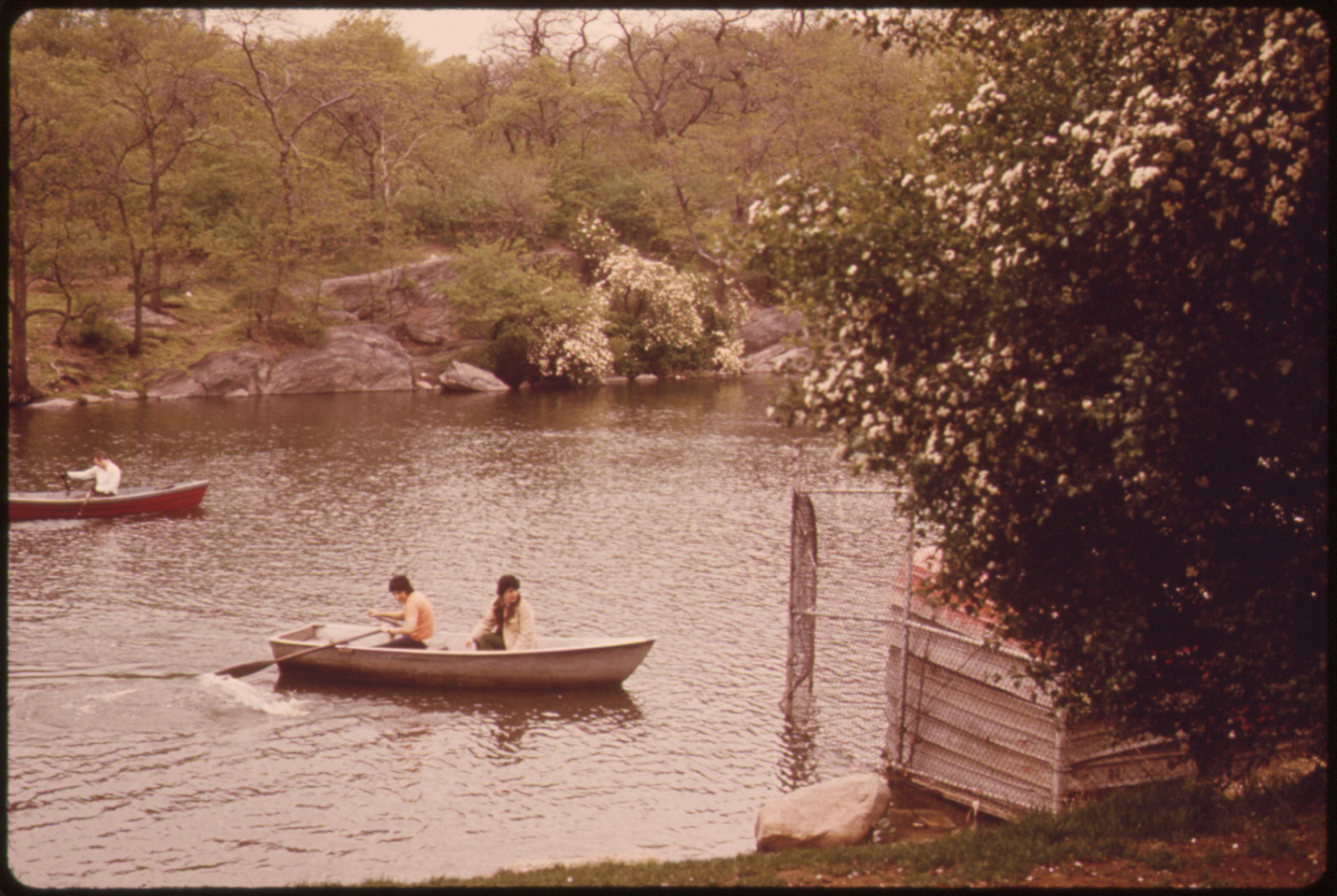
Plavba na lodi na jezeře v Central parku
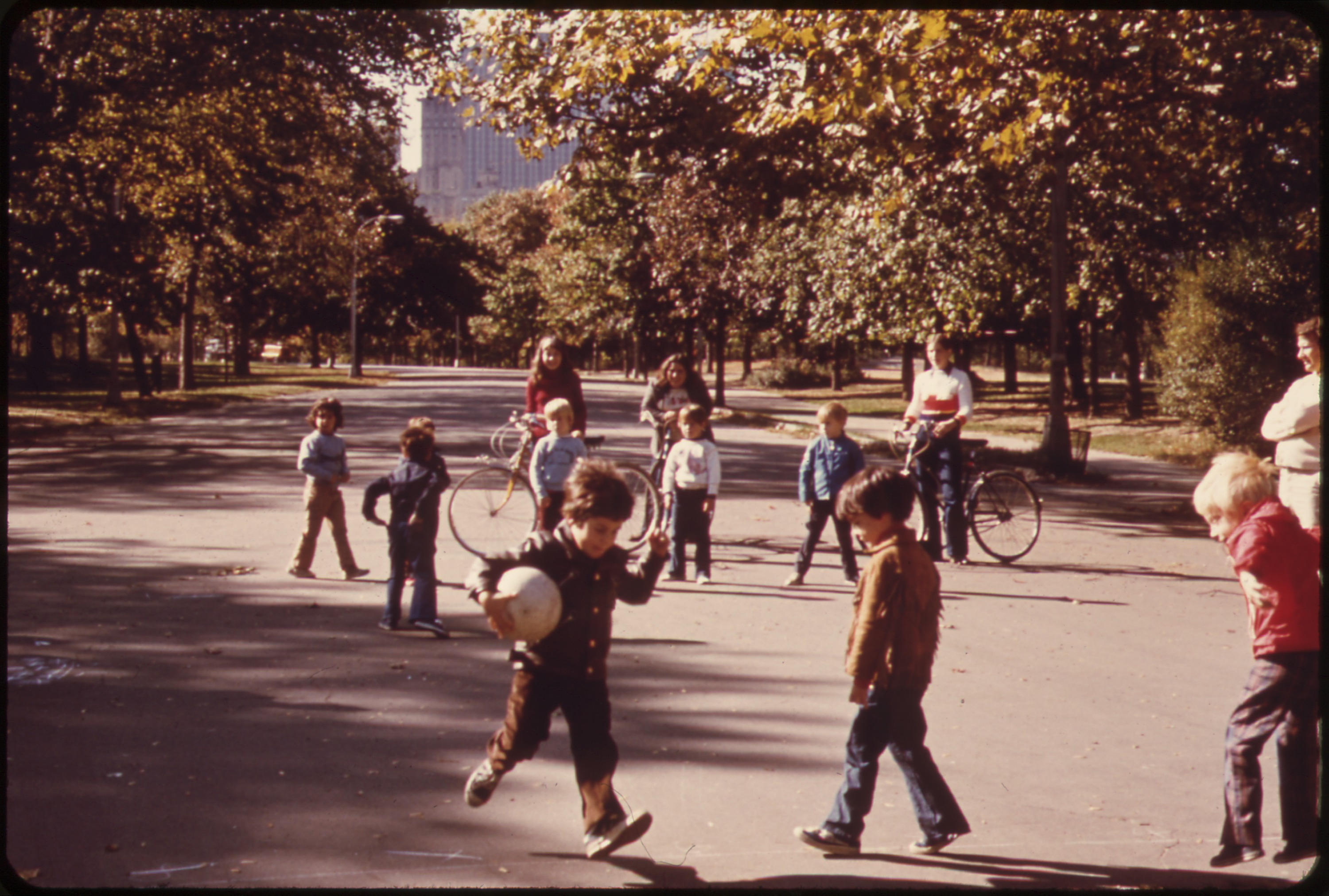
Chlapci hrají fotbal
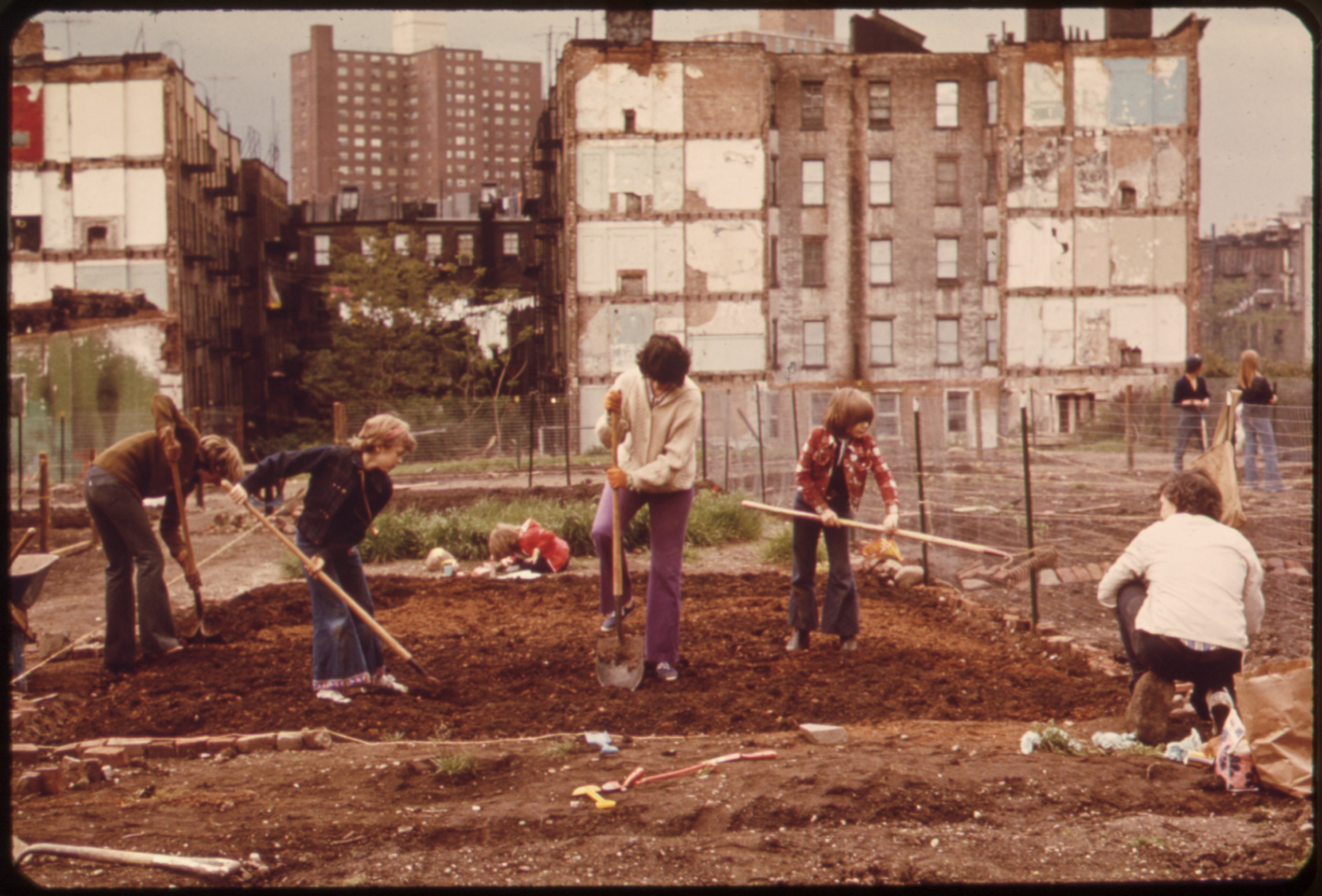
Zahradníci sází květiny a zeleninu na pozemky přidělené sdružením komunity
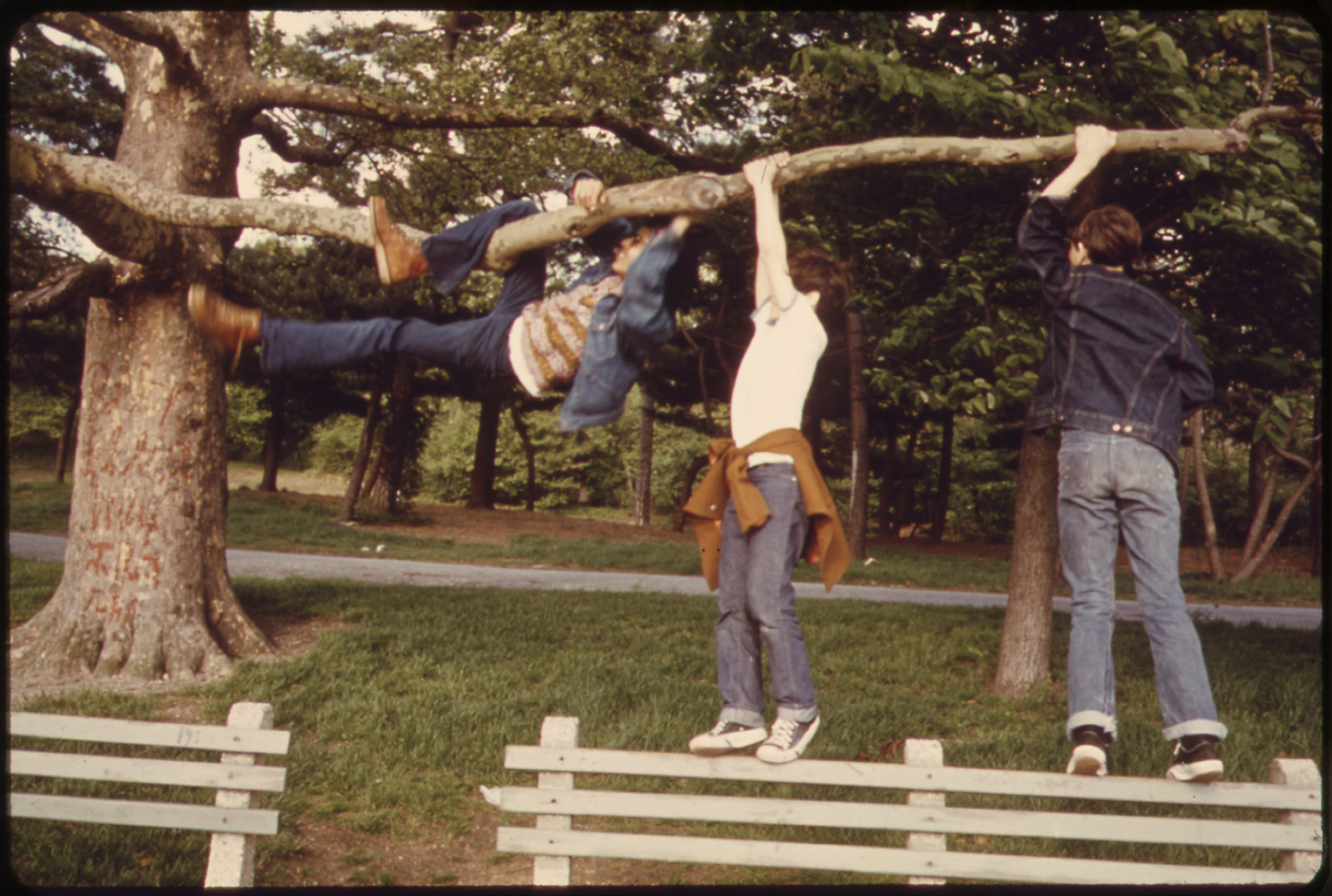
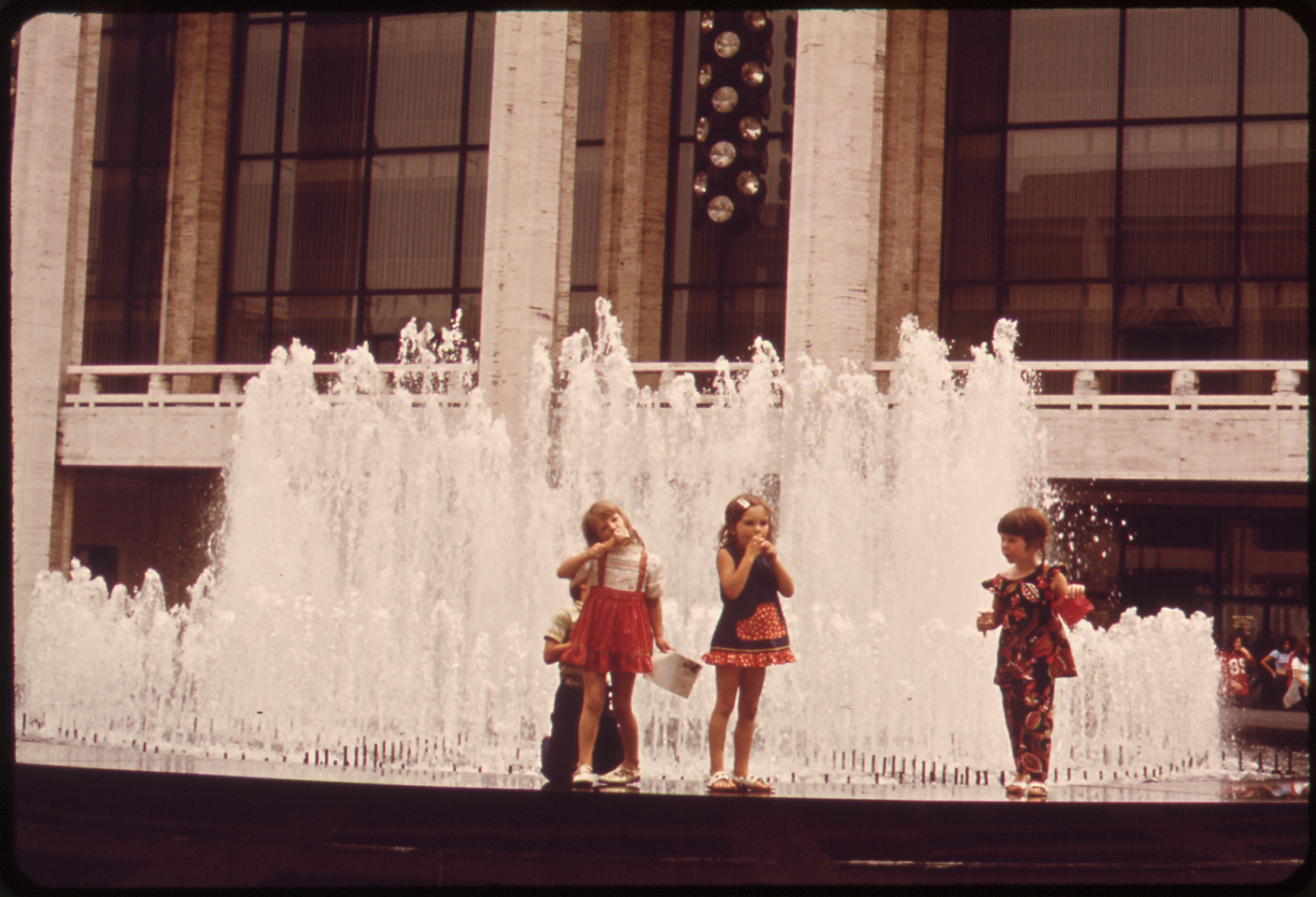
Lincoln center plaza uzavírají dvě divadla, opera a koncertní sál
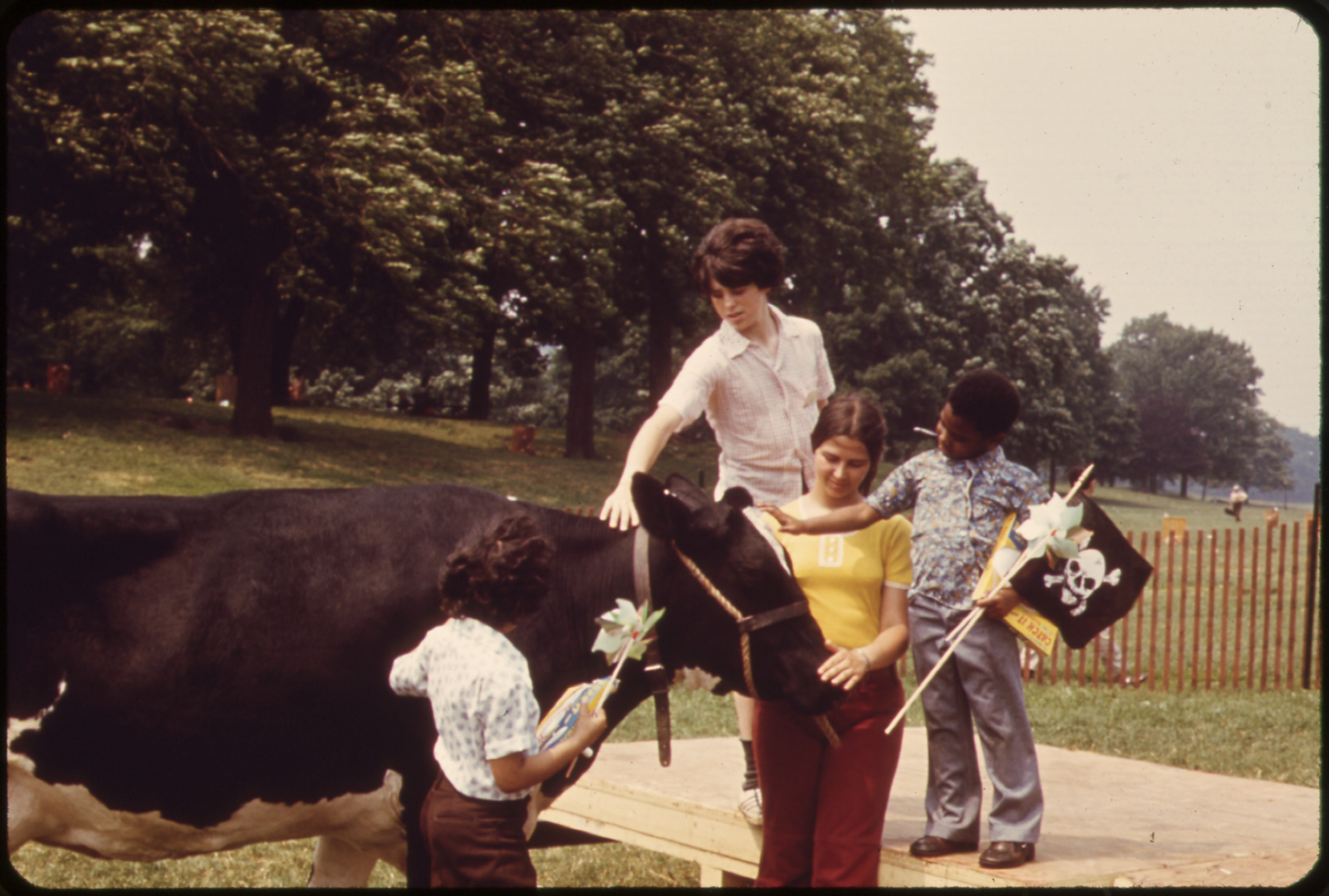
Na dni mléka v brooklynském Prospect parku některé z dětí viděly poprvé v životě krávu
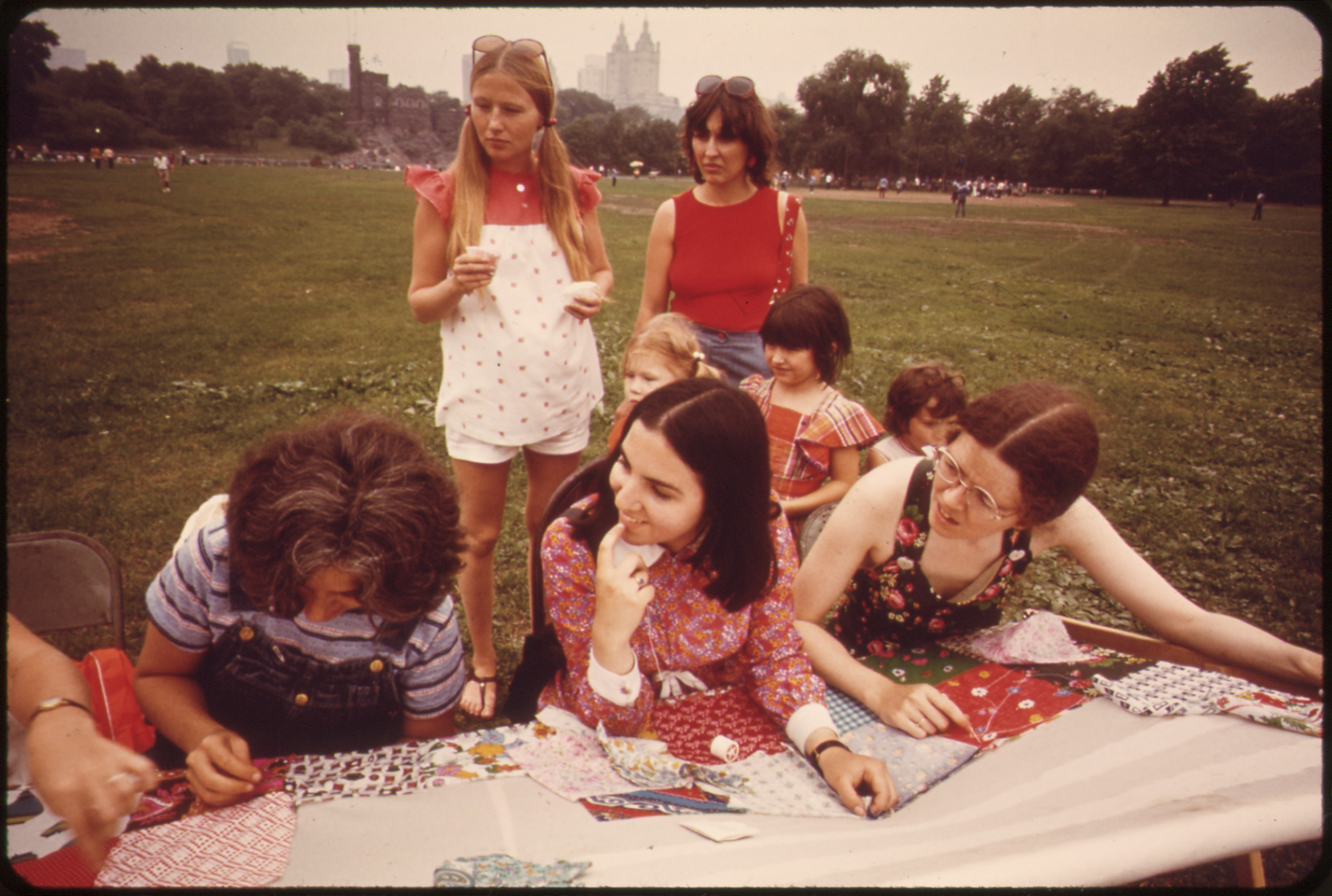
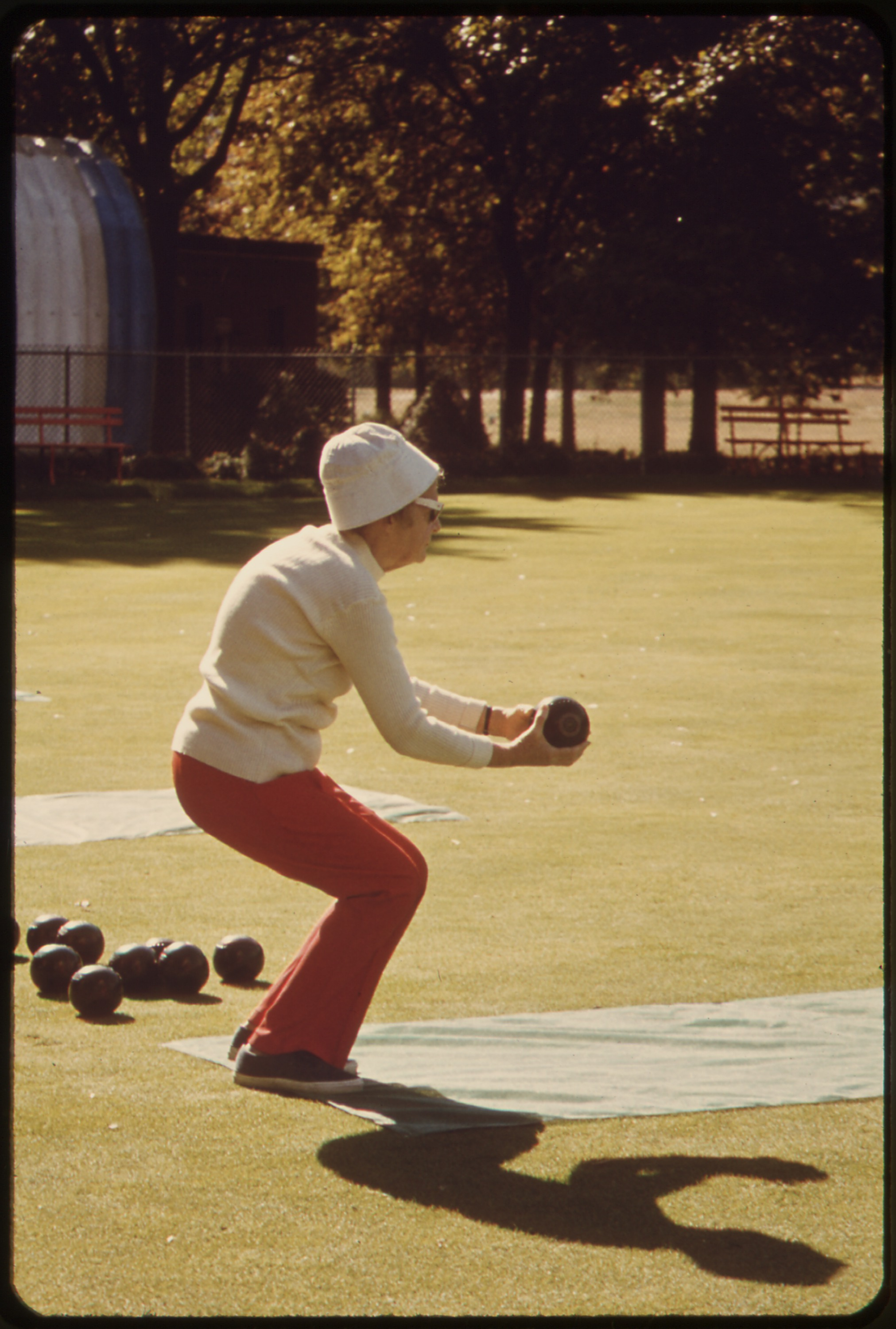
Členka bowlingového green bowlingového klubu se připravuje na hod, Central park
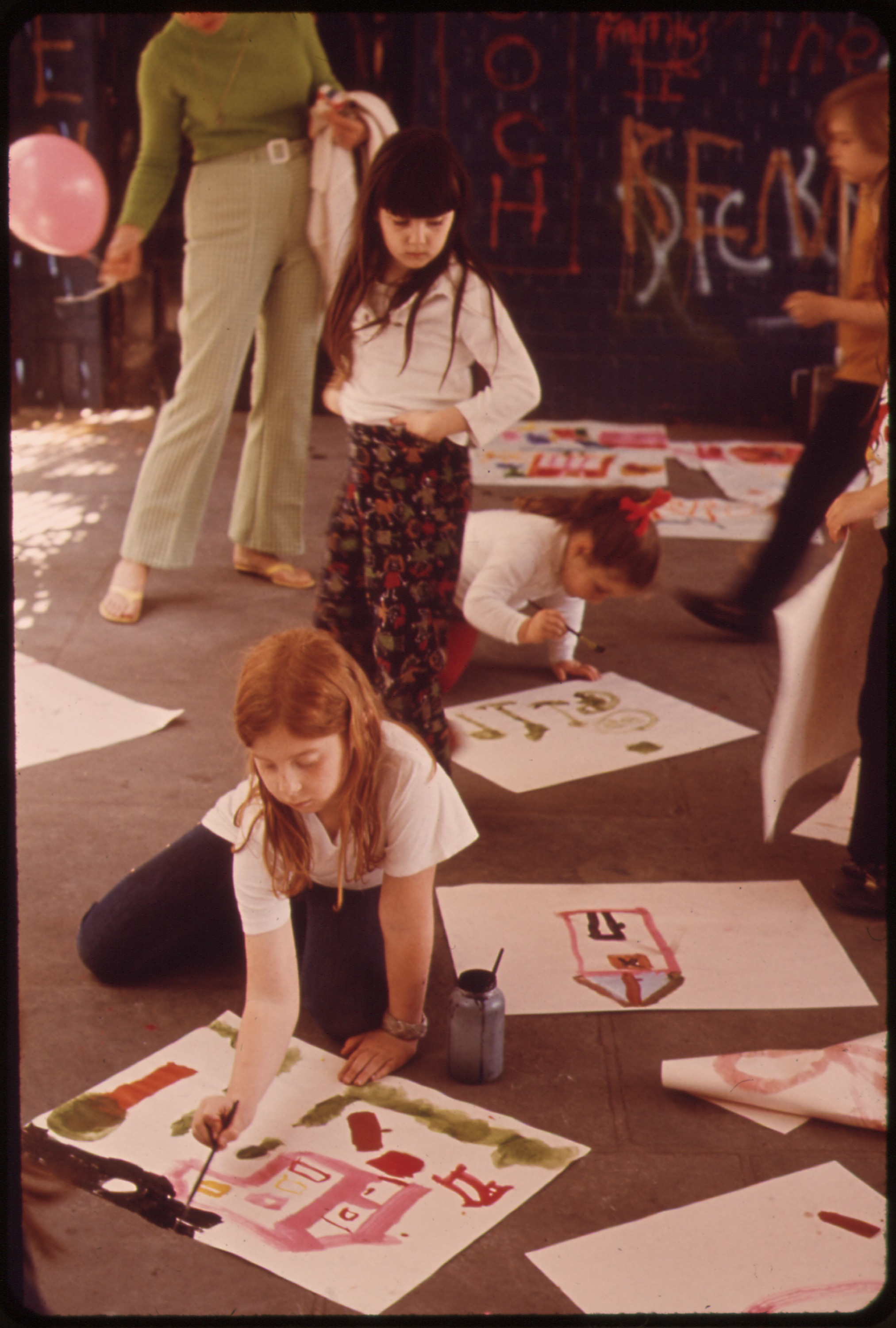
Mladí si užívají materiály poskytované zdarma na Jarním festivalu v parku Carl Schurz na Manhattan's upper
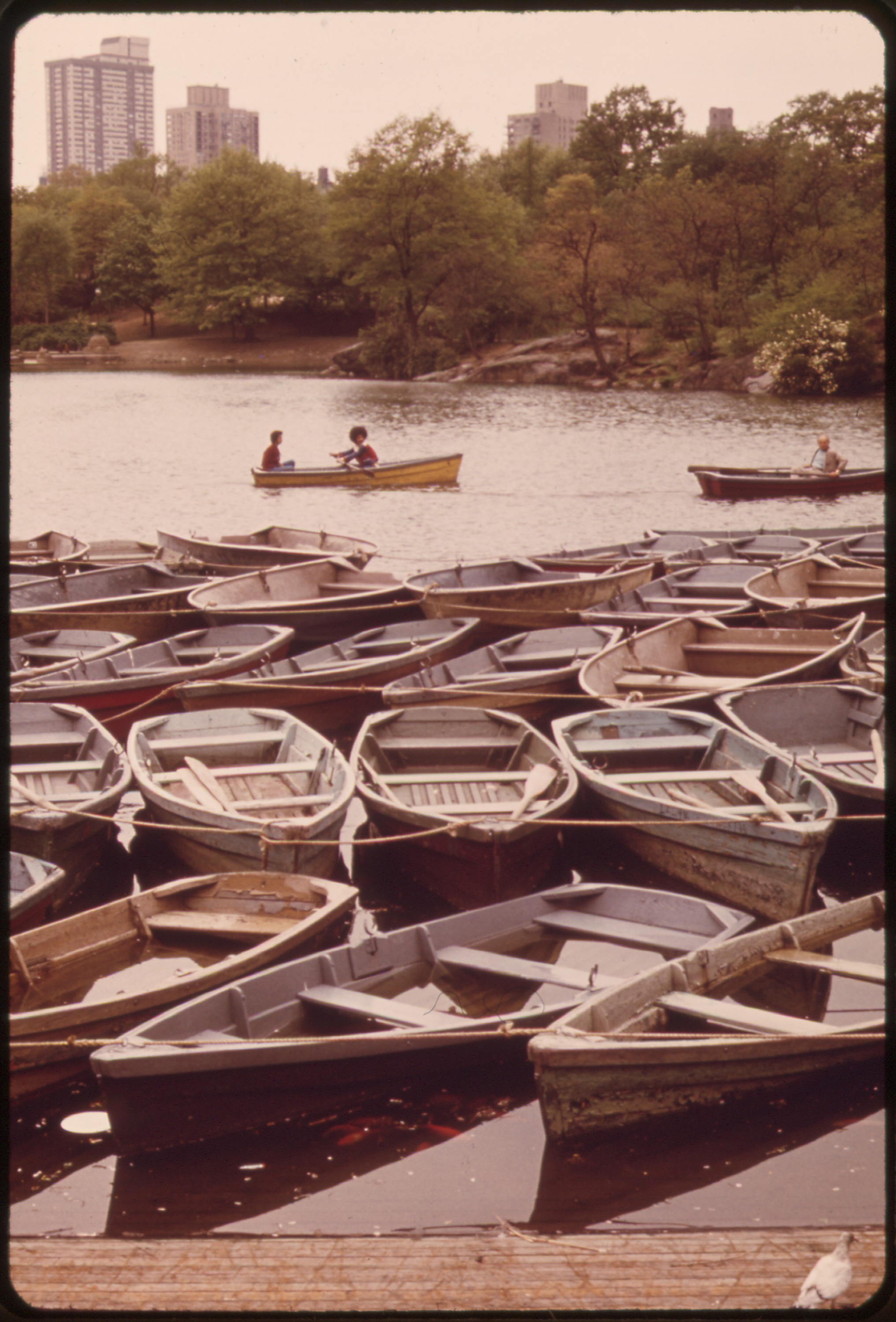
Veslice v jezeře Central park lake, jednom z několika vodních těles, které dodávají parku mnoho rozmanitosti a působnosti
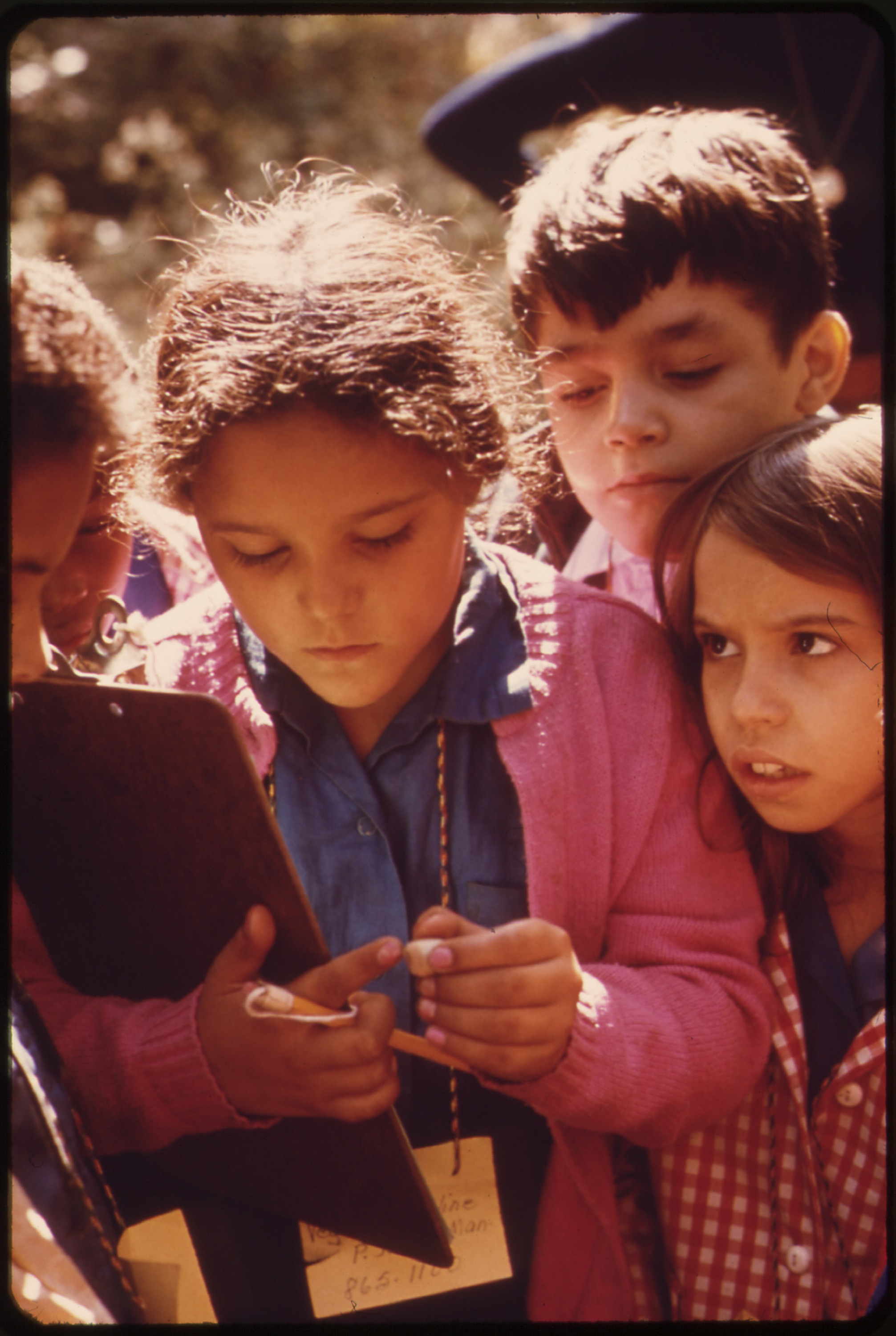
Studování přírody v High rock parku na Staten islandu

## Výstavy

### Samostatné výstavy
- 1. prosince 1982 – 31. prosince 1982 Suzanne Szaszová: Juxtapositions. Fotografie neomezená galerie, New York.[16]
- Maďarská národní galerie v Budapešti (retrospektiva 1982)[26]
- 11. ledna 1981 – 11. února 1981, Suzanne Szaszová: Děti a jiní lidé v černé a bílé od roku 1950 do současnosti. Camera Club v New Yorku.[27]
- února 1982. Suzanne Szaszová: Děti a ostatní lidé. Galerie Neikrug, New York.[28]

### Skupinové výstavy
- 12. prosince 1977 - 15. ledna 1978 Světové hospodářství - Die Kinder dieser Welt. 515 fotografií z 94 zemí od 238 fotografů. Hochschule für Gestaltung und Kunst Zürich, HGKZ, Švýcarsko.
- 16. září 1977 – 9. října 1977 Ženy fotografují muže. Mezinárodní centrum fotografie, New York.
- Září – říjen 1975 Breadth of Vision: Portfolios of Women Photographers Museum na Fashion Institute of Technology, New York.[29]
- 13. října 1973 – 18. listopadu 1973. Fotografie 3. světového žebříčku - Unterwegs zum Paradies. Gruner + Jahr AG, Druck- und Verlagshaus, Stern, Hamburk, Německo
- 6. prosince 1968 - 5. ledna 1969 Die Frau - 2nd Weltausstellung der Photographie. Kunstgewerbemuseum der Stadt Zürich, KGMZ, Švýcarsko.
- 2. října 1964 - 8. listopadu 1964, Der Mensch - First Weltausstellung der Photo. Organisiert von 26 europäischen Museen zum Thema: Was ist der Mensch?. Kunstgewerbemuseum der Stadt Zürich, KGMZ, Švýcarsko.
- 24. ledna 1955 - 8. května 1955 Lidská rodina. Muzeum moderního umění, New York[30]